# Pa' morirse de amor
Pa' morirse de amor es el segundo álbum de la cantautora mexicana Ely Guerra. El primero fuera de las filas de BMG y dentro de su casa disquera por varios años EMI Music.
Fue editado en cassette y CD. Para el año 2002 se reeditó en una versión de 2 CD.

## Canciones (1997)
| #   | Título                              | Autor(es)                   | Tiempo |
| --- | ----------------------------------- | --------------------------- | ------ |
| 1.  | Peligro                             | Ely Guerra                  | 3:40   |
| 2.  | Ángel de Fuego                      | Ely Guerra                  | 4:56   |
| 3.  | Lágrimas de Agua Salada             | Ely Guerra                  | 4:10   |
| 4.  | Pa' Morirse de Amor                 | Ely Guerra                  | 3:46   |
| 5.  | No Quiero Hablar                    | Ely Guerra                  | 5:25   |
| 6.  | ¿Por qué Tendría que Llorar por Ti? | Ely Guerra                  | 4:10   |
| 7.  | Ir                                  | Ely Guerra                  | 5:39   |
| 8.  | Que Más Da                          | Ely Guerra                  | 4:45   |
| 9.  | Dime                                | Ely Guerra, Sandy McLelland | 3:54   |
| 10. | Ángel de Amor                       | Ely Guerra                  | 4:15   |
| 11. | Los Milagros                        | Ely Guerra                  | 3:20   |
| 12. | Ángel de Fuego (Acústico)           | Ely Guerra                  | 3:50   |
| 13. | Peligro (Acústico)                  | Ely Guerra                  | 4:26   |
| 14. | Lágrimas de Agua Salada (Acústico)  | Ely Guerra                  | 3:50   |

## Canciones (2002)
CD 1
| #   | Título                              | Autor(es)                   | Tiempo |
| --- | ----------------------------------- | --------------------------- | ------ |
| 1.  | Peligro                             | Ely Guerra                  | 3:40   |
| 2.  | Ángel de Fuego                      | Ely Guerra                  | 4:56   |
| 3.  | Lágrimas de Agua Salada             | Ely Guerra                  | 4:10   |
| 4.  | Pa' Morirse de Amor                 | Ely Guerra                  | 3:46   |
| 5.  | No Quiero Hablar                    | Ely Guerra                  | 5:25   |
| 6.  | ¿Por qué Tendría que Llorar por Ti? | Ely Guerra                  | 4:10   |
| 7.  | Ir Más Adentro                      | Ely Guerra                  | 5:39   |
| 8.  | Que Más Da                          | Ely Guerra                  | 4:45   |
| 9.  | Dime                                | Ely Guerra, Sandy McLelland | 3:54   |
| 10. | Ángel de Amor                       | Ely Guerra                  | 4:15   |
| 11. | Los Milagros                        | Ely Guerra                  | 3:20   |

CD 2
| #  | Título                                        | Tiempo |
| -- | --------------------------------------------- | ------ |
| 1. | Ángel de Fuego (Acústico)                     | 3:50   |
| 2. | Peligro (Acústico)                            | 4:26   |
| 3. | Lágrimas de Agua Salada (Acústico)            | 3:50   |
| 4. | Los Milagros (Sistema Local Dub-Wise Versión) | 5:50   |
| 5. | Los Milagros (Dub)                            | 2:06   |
| 6. | Lágrimas de Agua Salada (Versión del Tonder)  | 4:22   |
| 7. | Ir Más Adentro (Jimmy Dolor Mix)              | 4:20   |

## Músicos
- Voz y Coros. Ely Guerra.
- Batería. Geoff Dugmore.
- Guitarras Acústicas. Sandy McLelland, Bryan Hayworth y Ely Guerra.
- Guitarras Eléctricas. Sandy McLelland, Bryan Hayworth y Ely Guerra.
- Teclados. Sandy McLelland.
- Percusiones. Sandy McLelland.
- Flautas y Whistles. Austin Ince.
- Grabado y Mezclado en: The River Studios, Londres.
- Mezclado por: Sandy McLealland, Jaime Cullum y Simon Humprey.
- Materizado en: Chop Em Out Studios, Londres.

- Datos: Q6055575